# Еліптична орбіта

Мале тіло в просторі обертається довкола великого (як це роблять планети довкола Сонця) по еліптичній траєкторії. Велике тіло знаходиться в одному із фокусів еліпса.

Два тіла з однаковою масою обертаються довкола спільного барицентру по еліптичним орбітам.

В астродинаміці або небесній механіці, еліптичною орбітою є орбіта Кеплера із ексцентриситетом меншим за 1; що також включає окремий випадок колової орбіти, що має ексцентриситет рівний 0. В більш суворому сенсі, це орбіта Кеплера із ексцентриситетом більшому за 0 і меншому за 1 (таким чином виключаючи колову орбіту). В ширшому розумінні, це Кеплерова орбіта з від'ємною енергією. Таким чином включає радіальну еліптичну орбіту із ексцентриситетом, що дорівнює 1.

## Швидкість
Згідно стандартних припущень орбітальна швидкість ({\displaystyle v\,}) тіла, що подорожує еліптичною орбітою можна розрахувати із рівняння орбітально-енергетичної інваріантності наступним чином:
{\displaystyle v={\sqrt {\mu \left({2 \over {r}}-{1 \over {a}}\right)}}}
де:
- {\displaystyle \mu \,} — стандартний гравітаційний параметр,
- {\displaystyle r\,} — відстань між орбітальними тілами.
- {\displaystyle a\,\!} — довжина великої півосі.

## Орбітальний період
Орбітальний період ({\displaystyle T\,\!}) руху тіла здовж еліптичної орбіти можна розрахувати наступним чином:
{\displaystyle T=2\pi {\sqrt {a^{3} \over {\mu }}}}
де:
- {\displaystyle \mu \,} — стандартний гравітаційний параметр,
- {\displaystyle a\,\!} — довжина великої півосі.

Висновки із рівняння:
- Орбітальний період дорівнює періоду колової орбіти із орбітальним радіусом, що дорівнює великій півосі ({\displaystyle a\,\!}),
- Для заданої великої півосі орбітальний період не залежить від ексцентриситету (див. також: Третій закон Кеплера).

## Енергія
Питома енергія орбіти ({\displaystyle \epsilon \,}) еліптичної орбіти має від'ємне значення і рівняння збереження орбітальної енергії (рівняння орбітально-енергетичної інваріантності) для такої орбіти матиме наступну форму:
{\displaystyle {v^{2} \over {2}}-{\mu  \over {r}}=-{\mu  \over {2a}}=\epsilon <0}
де:
- {\displaystyle v\,} — орбітальна швидкість орбітального тіла,
- {\displaystyle r\,} — відстань орбітального тіла від центрального тіла,
- {\displaystyle a\,} — довжина великої півосі,
- {\displaystyle \mu \,} — стандартний гравітаційний параметр.

Висновок:
- Для заданої великої півосі питома орбітальна енергія не залежить від ексцентриситету.

Використавши теорему віріалу можна знайти:
- середнє за часом значення питомої потенційної енергії дорівнює −2ε
- середнє за часом значення r−1 становить a−1
- середнє за часом значення питомої кінетичної енергії дорівнює ε

## Сонячна система
В Сонячній системі, планети, астероїди, і більшість комет і деякі уламки космічного сміття обертаючись довкола Сонця мають орбіти близькі до еліптичних. Інакше кажучи, обидва тіла обертаються довкола одного фокусу еліпсоїда, один з них ближчий до найбільш масивного тіла, але коли одне із тіл значно масивніше, як Сонце в порівнянні з Землею, то фокус знаходиться в середині більш масивного тіла, і таким чином виходить, що менше тіло обертається довкола нього. Наступна діаграма перигелію і афелію планет, карликових планет і Комети Галлея показує мінливість ексцентриситету їх еліптичних орбіт. Для однакових відстаней від Сонця, більш широкі смуги означають більший ексцентриситет. Варто відмітити майже нульовий ексцентриситет Землі і Венери в порівнянні з величезна ексцентричність комети Галлея і Ериди.
Відстані деяких тіл Сонячної системи від Сонця. Ліва та права межа кожного прямокутника відповідає перигелію та афелію тіла, відповідно, довгі прямокутники позначають високий ексцентриситет орбіти.

## Історія
Вавилонці були першими хто зрозумів, що рух Сонця по екліптиці не є рівномірним, хоча вони і не змогли пояснити чому це так; сьогодні відомо, що це тому що Земля обертається довкола Сонця по еліптичній орбіті, і Земля рухається швидше коли знаходиться ближче до Сонця в перигелії і рухається повільніше коли знаходиться далі в афелії.
В 17-му столітті, Йоганн Кеплер відкрив, що орбіти по яким планети рухаються довкола Сонця є еліпсами і Сонце знаходиться в одному з фокусів, і описав це як Перший закон руху планет. Згодом, Ісаак Ньютон пояснив це як наслідок відкритого ним закону всесвітнього тяжіння.